# Левосоје
Левосоје је насеље у Србији у општини Бујановац у Пчињском округу. Према попису из 2022. било је 746 становника.

## Демографија
У насељу Левосоје живи 612 пунолетних становника, а просечна старост становништва износи 36,3 година (35,0 код мушкараца и 37,8 код жена). У насељу има 199 домаћинстава, а просечан број чланова по домаћинству је 4,22.
Ово насеље је великим делом насељено Србима (према попису из 2002. године), а у последња три пописа, примећен је пораст у броју становника.
|  |

| Демографија | Демографија | Демографија |
| Година      | Становника  | Становника  |
| ----------- | ----------- | ----------- |
| 1948.       | 705         |             |
| 1953.       | 770         |             |
| 1961.       | 800         |             |
| 1971.       | 743         |             |
| 1981.       | 721         |             |
| 1991.       | 764         | 760         |
| 2002.       | 840         | 860         |
| 2022.       | 746         |             |

| Етнички састав према попису из 2002.‍ | Етнички састав према попису из 2002.‍ | Етнички састав према попису из 2002.‍ | Етнички састав према попису из 2002.‍ | Етнички састав према попису из 2002.‍ |
| ------------------------------------ | ------------------------------------ | ------------------------------------ | ------------------------------------ | ------------------------------------ |
|                                      |                                      |                                      |                                      |                                      |
| Срби                                 | Срби                                 |                                      | 839                                  | 99,88%                               |
| Македонци                            | Македонци                            |                                      | 1                                    | 0,11%                                |

| Година пописа     | 1948. | 1953. | 1961. | 1971. | 1981. | 1991. | 2002. |
| ----------------- | ----- | ----- | ----- | ----- | ----- | ----- | ----- |
| Број домаћинстава | 111   | 120   | 148   | 144   | 161   | 173   | 199   |

| Број чланова      | 1  | 2  | 3  | 4  | 5  | 6  | 7  | 8 | 9 | 10 и више | Просек |
| ----------------- | -- | -- | -- | -- | -- | -- | -- | - | - | --------- | ------ |
| Број домаћинстава | 11 | 36 | 25 | 43 | 34 | 24 | 18 | 4 | 3 | 1         | 4,22   |

| Пол    | Укупно | Неожењен/Неудата | Ожењен/Удата | Удовац/Удовица | Разведен/Разведена | Непознато |
| ------ | ------ | ---------------- | ------------ | -------------- | ------------------ | --------- |
| Мушки  | 340    | 93               | 216          | 26             | 5                  | 0         |
| Женски | 309    | 37               | 223          | 44             | 5                  | 0         |
| УКУПНО | 649    | 130              | 439          | 70             | 10                 | 0         |

| Пол    | Укупно                    | Пољопривреда, лов и шумарство | Рибарство                            | Вађење руде и камена | Прерађивачка индустрија       |
| ------ | ------------------------- | ----------------------------- | ------------------------------------ | -------------------- | ----------------------------- |
| Мушки  | 176                       | 9                             | 0                                    | 8                    | 81                            |
| Женски | 120                       | 7                             | 0                                    | 2                    | 75                            |
| УКУПНО | 296                       | 16                            | 0                                    | 10                   | 156                           |
| Пол    | Производња и снабдевање   | Грађевинарство                | Трговина                             | Хотели и ресторани   | Саобраћај, складиштење и везе |
| Мушки  | 0                         | 2                             | 4                                    | 17                   | 18                            |
| Женски | 0                         | 0                             | 8                                    | 11                   | 1                             |
| УКУПНО | 0                         | 2                             | 12                                   | 28                   | 19                            |
| Пол    | Финансијско посредовање   | Некретнине                    | Државна управа и одбрана             | Образовање           | Здравствени и социјални рад   |
| Мушки  | 0                         | 1                             | 9                                    | 3                    | 14                            |
| Женски | 0                         | 1                             | 3                                    | 5                    | 6                             |
| УКУПНО | 0                         | 2                             | 12                                   | 8                    | 20                            |
| Пол    | Остале услужне активности | Приватна домаћинства          | Екстериторијалне организације и тела | Непознато            | Непознато                     |
| Мушки  | 3                         | 0                             | 0                                    | 7                    | 7                             |
| Женски | 1                         | 0                             | 0                                    | 0                    | 0                             |
| УКУПНО | 4                         | 0                             | 0                                    | 7                    | 7                             |